# Theridion cochise
Theridion cochise là một loài nhện trong họ Theridiidae.
Loài này thuộc chi Theridion. Theridion cochise được Herbert Walter Levi miêu tả năm 1963.